# Асцидії

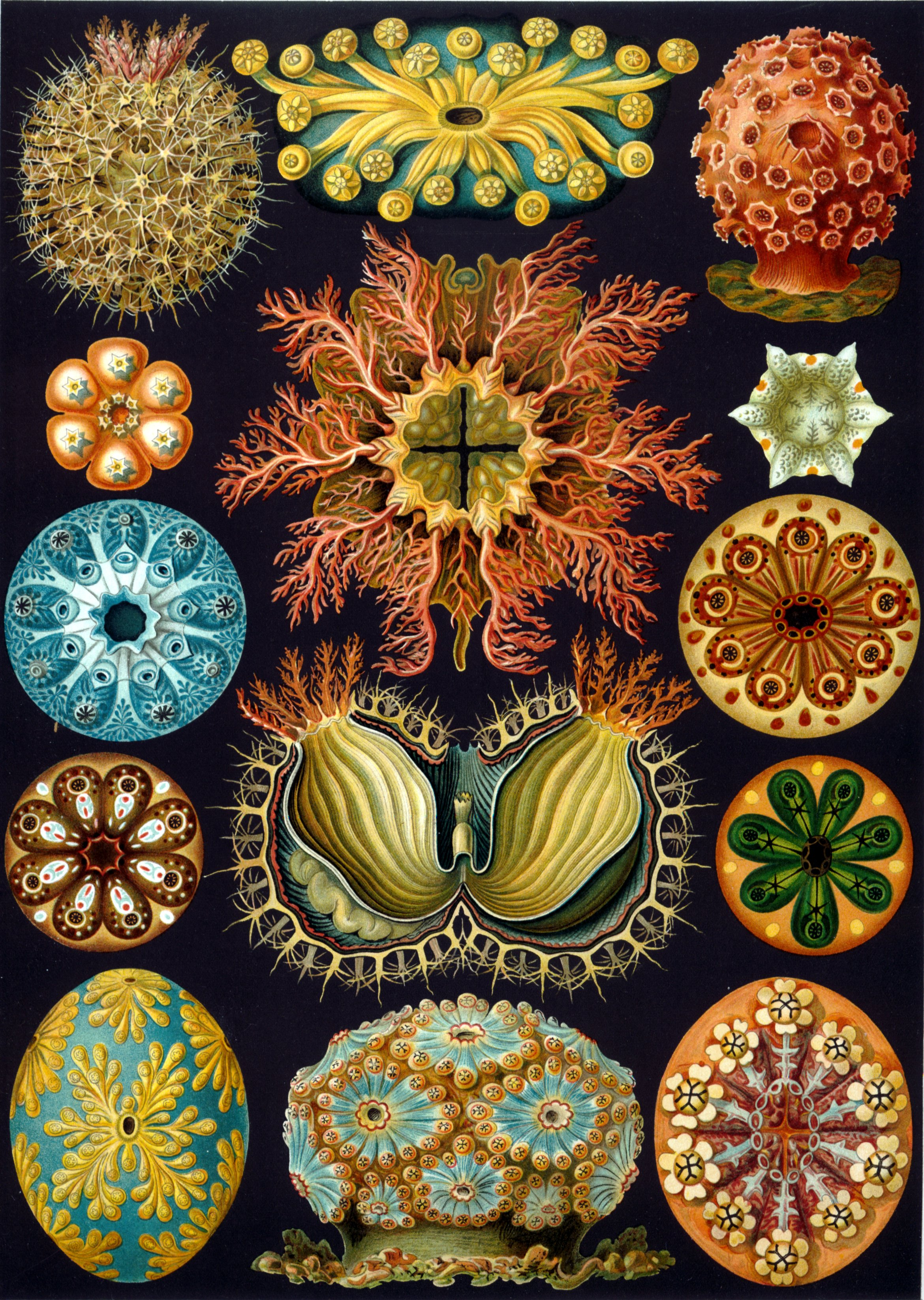
Зображення асцидій з атласу Ернста Геккеля Kunstformen der Natur 1904 року
Зверху донизу, зліва направо:
Cynthia melocactus
Synoecum turgens
Botryllus schlosseri =Botryllus polycyclus
Botryllus marionis
Polyclinum constellatum
Polyclinum constellatum
Cynthia melocactus
Cynthia melocactus
Polycyclus cyaneus
Sidnyum elegans, =Fragarium elegans
Molgula tubulosa
Botryllus rubigo
Botryllus helleborus
Botrylloides purpureus

Асци́дії (Ascidiacea, від грец. ασκιδιον— «мішечок») — клас хордових тварин підтипу покривників (Urochordata), представлені як одинокими так і колоніальними формами, зазвичай сидячими (у дорослому стані), хоча є і вільноплаваючі.

## Будова асцидій
Сидячі прикріплені морські тварини, поодинокі або колоніальні, з мішковидним, вкритим оболонкою з туніцинуу тілом, яке має два отвори: ротовий на передньому кінці і анальний збоку.
Глотка прорізана зябровими отворами (стигмами), через які вода просочується в клоакальну порожнину. Зовнішній вигляд дорослої асцидії нагадує роздутий мішок, трохи розширений посередині. Довжина асцидій становить від 1 мм до 40-50 см. У верхній частині тіла є два отвори. Один з них розташований трохи вище і називається ротовий сифон, другий боковий — клоакальним. Клоакальний сифон як видно із особливостей розвитку асцидій, міститься на спинному боці, тому протилежний бік є черевним.

### Шкірно-м'язова система
Зовнішня оболонка — туніка; — виникла у зв'язку із переходом до сидячого способу життя і має велике значення. Це своєрідний захисний панцир, характерний лише для цього підтипу, хоч туніцин, що входить до складу туніки, виявлено навіть у шкірі людини. Під тунікою розміщена друга оболонка; — мантія, утворена одношаровим епітелієм. Вона порівняно тонка, нагадує шкірно-м'язовий мішок кільчастих червів та кишководишних і утворює стінку тіла. Скелетних утворень у ній немає. Мантія зростається з тунікою лише в ділянці сифонів. У місцях зростання знаходяться кільцеві м'язи; — сфінктери, які замикають отвори сифонів, що також нагадує будову червів. Рухи асцидій обмежені. При подразненні їхнє тіло стискується, вода з силою виштовхується з обох сифонів. Після припинення подразнень тварина поступово розслаблюється, сифони розкриваються.

### Кровоносна система
Кровоносна система незамкнена. Від серця, що представлена короткою скоротливою трубкою в черевній частині тіла, вперед відходить широка зяброва судина, яка розгалужується на дрібніші, що йдуть до стигм глотки. Від задньої частини серця відходить кишкова судина, розгалуження якої ведуть до внутрішніх органів. Ці судини сполучаються з порожнинами, які не мають власних стінок і розміщені між органами. Також судини заходять до туніки. Пульсація серця маятникоподібна, вона зумовлює рух крові то в передню, то в задню частини тіла, тобто, ті самі судини є і венами, і артеріями. Такий тип кровобігу, судячи з всього, зменшує тертя вязкої крові в дуже складній сітці судин велетенської глотки, при цьому забезпечує відносно невелику потребу в кисні цих сидячих тварин. В крові асцидій є клітини — ванадоцити, що містять ванадій і вільну сірчану кислоту, концентрація котрої сягає 9 %, вони становлять 98 % клітин крові. Також є клітини що містять зелені тільця, що складаються з заліза та білкових сполук. В крові та тканинах асцидій містяться Ti, Cr, Si, Na, Al, Ca, Fe, Mn, Cu, Ni у відносно великій кількості. Все це підкреслює високу біохімічну специфічність асцидій(та тунікат в цілому).

### Дихання
Вода потрапляє у глотку, проходить через стигми в атріальну порожнину, оксидуючи по шляху кров, яка тече тонкими судинами, розміщеними навколо стигм, і виходить через клоакальний сифон назовні.

### Система травлення та харчування
Отвір ротового сифона веде в рот, оточений щупальцями. Далі розміщена велика мішкоподібна глотка, стінки якої пронизані численними зябровими отворами — стигмами, які відкриваються в атріальну, або навколозяброву порожнину. По черевній стороні глотки проходить ендостиль — жолоб висланий миготливим епітелієм, що має залозисті поля, слиз що виділяється ними має тиреотропні гормони. З протилежної сторони в порожнину глотки вдається тонка рухома складка — спинна пластинка. Рух війок миготливого епітелію, що облямовують краї стигм, створюють потік слизу що виділяє ендостиль в напрямку спиної пластинки. Таким чином, створюється безперервна пелена слизу, що вловлює харчові частки. за допомогою спиної пласнки утворюється слизовий джгут, що сповзає в стравохід на дні глотки, який розширюється у мішковидний шлунок. Останній переходить у власне кишку, яка відкривається анальним отвором у навколозяброву порожнину. Разом з водою потрапляють в глотку дрібні морські організми. Неперетравлені залишки їжі з атріальної порожнини виводяться назовні через клоакальний сифон.

### Система виділення
Органи виділення у більшості асцидій являють собою численні міхурці, що звисають в атріальну порожнину нирки накопичення, у деяких видів розвивається один крупний міхур. Вони розміщені по стінках мантії, наповнюються кристалами сечової кислоти, видалення міхурів протягом життя особини не відбувається. У деяких колоніальних асцидій (Botryllus) продукти азотного обміну виводяться в навколишнє середовище у вигляді аміаку, одночасно накопичуюються конкреції сечової кислоти в нирках накопичення.

### Нервова система
Нервова система складається з ганглію, який міститься між ротовим і клоакальним сифонами, який не має внутрішньої порожнини — невроцеля. Від ганглія по спинній стороні тіла відходять нерви до ротового отвору, а також до статевих органів.

### Органи чуттів
Органи чуття відсутні, за винятком щупалець, які виконують функцію дотику.

## Розмноження і розвиток

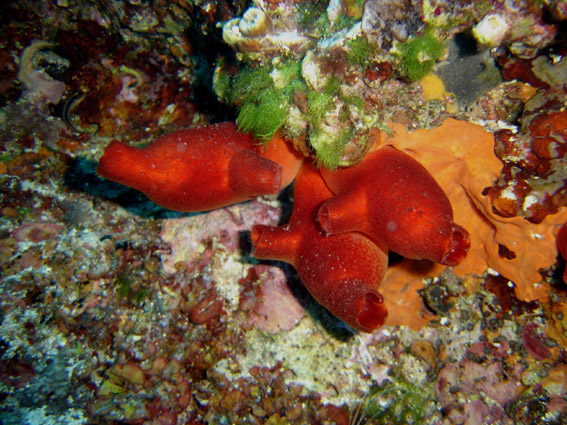
біля берегів Хорватії

Всі покривники гермафродити. Відбувається розмноження як статево так і брунькуванням. При нестатевому розмноженні на материнській особині, на черевному боці, утворюється випин (столон), куди входять внутрішні органи. На столоні утворюються бруньки, в яких закладаються всі майбутні органи. Далі одинокі бруньки відокремлюються, а колоніальні залишаються і далі розмножуються брунькуванням.
Статеве розмноження вивчене О. О. Ковалевським. Статеві залози у асцидій дозрівають у різний час; та сама особина функціонує то як самець, то як самка. Дозрілі яйця статевими протоками виводяться в навколозяброву порожнину, де і відбувається запліднення сперматозоїдами, які проникають з водою. Запліднені яйця через клоакальний сифон виносяться назовні.

### Личинка
Із заплідненого яйця утворюється вільноплаваюча личинка не подібна на дорослі форми. У личинки менше число зябрових отворів. На спинному боці зародка з ектодерми закладається нервова система, яка виникає у вигляді пластинки, краї якої загортаються, утворюючи жолоб, що замикається. Потім в нервову трубку, порожнина якої являє собою типовий невроцель. Під нервовою трубкою лежить хорда, утворюючись від спинної частини ентодермального зачатку кишечника, а по боках від неї — мезодермальні смужки, що дають, між іншим, початок мускулатурі. Рот розвивається як ектодермальне вгинання, що росте назустріч ентодермальній кишці. Від стінки останньої, розвиваються зяброві виступи, які прориваються отворами в ектодермальну навколозяброву (атріальну) порожнину. В результаті утворюється вільноплаваюча личинка з усіма основними ознаками хордової тварини. В такому стані вона буває декілька годин, або протягом одного дня. За допомогою присосок, які розташовані на передньому кінці тіла вона прикріплюється до підводного предмету, перетворюється в сидячу асцидію, при чому перебудова її організації має характер регресивного метаморфозу. Швидко починає розвиватись туніка. Хорда зникає, зменшується в розмірах, а потім і зникає нервова трубка, чутливий міхурець, очко. Однак залишається з нервової системи задня частина міхурця, яка утворює ганглій (нервовий вузол). Далі сама глотка розширюється, число зябрових щілин збільшується. Ротовий і анальний сифони переміщуються доверху. Тіло дістає мішковидну форму, виділяє туніку. Тобто, крім численних зябрових отворів, що відкриваються в атріальну порожнину, не зберігається майже ніяких ознак, які б виявляли належність цих тварин до хордових. Отже, регресивні зміни виражені в асцидій дуже яскраво, і, очевидно, цей регрес зв'язаний з переходом до сидячого способу життя, при якому і мускулатура і органи чуття з високорозвиненою нервовою системою втратили своє значення. Вільноплаваюча личинка асцидії має всі ознаки хордової тварини: хорду, спинний мозок, складні органи чуття в мозковому пухирці. Прикріплюючись до дна, вона зазнає змін і ці ознаки втрачає.